# Mahićno
 Mahićno  falu Horvátországban, Károlyváros megyében. Közigazgatásilag Károlyvároshoz tartozik.

## Fekvése
Károlyvárostól 7 km-re északra, a Kulpa bal partján a Dobra torkolatával szemben fekszik.

## Története
1857-ben 212, 1910-ben 241 lakosa volt. A trianoni békeszerződésig Zágráb vármegye Károlyvárosi járásához tartozott. 2011-ben 521-en lakták.

## Lakosság
| Lakosság változása | Lakosság változása | Lakosság változása | Lakosság változása | Lakosság változása | Lakosság változása | Lakosság változása | Lakosság változása | Lakosság változása | Lakosság változása | Lakosság változása | Lakosság változása | Lakosság változása | Lakosság változása | Lakosság változása | Lakosság változása |
| ------------------ | ------------------ | ------------------ | ------------------ | ------------------ | ------------------ | ------------------ | ------------------ | ------------------ | ------------------ | ------------------ | ------------------ | ------------------ | ------------------ | ------------------ | ------------------ |
| 1857               | 1869               | 1880               | 1890               | 1900               | 1910               | 1921               | 1931               | 1948               | 1953               | 1961               | 1971               | 1981               | 1991               | 2001               | 2011               |
| 212                | 239                | 230                | 272                | 257                | 241                | 261                | 367                | 410                | 447                | 507                | 600                | 646                | 648                | 546                | 521                |

## Nevezetességei
Sarlós Boldogasszony tiszteletére szentelt plébániatemploma. A település központjában elemkedő dombon található templom egyhajós, téglalap alaprajzú épület, négyzet alaprajzú, elliptikus végződésű szentéllyel, a szentélytől délnyugatra fekvő sekrestyével, és a főhomlokzat feletti harangtoronnyal. A 19. századi tűzvészben elpusztult eredeti barokk berendezést a 20. század első negyedében a mai neogótikus bútorzat váltotta fel. A homlokzati barokk faszobrok megmaradtak. A templom belsejét 1927-ben Marco Antonini festő festette figurális, geometrikus és virágmotívumokkal. A templom 1770-ben épült egy régebbi templom helyén, amely a Zrínyi grófok adományából épült. A 19. században tűzvészben részben megsemmisült, majd újjáépítették